# Kubo Division
Kubo Division är en division i Kenya.   Den ligger i länet Kwale, i den södra delen av landet, 400 km sydost om huvudstaden Nairobi.